# Circuito RLC
Un circuito RLC è un circuito elettrico contenente solo resistori, induttori e condensatori. Per estensione, viene spesso definito RLC un circuito che contenga solamente elementi passivi. Il nome del circuito deriva dai simboli delle grandezze fisiche che caratterizzano gli elementi passivi, rispettivamente resistenza elettrica, induttanza e capacità elettrica.
I circuiti RLC sono sistemi dinamici lineari. Un circuito RLC costituisce un oscillatore armonico per la corrente elettrica ed entra in risonanza seguendo le medesime leggi fisiche del circuito LC. La differenza rispetto a quest'ultimo è la presenza del resistore, che smorza le oscillazioni indotte nel circuito qualora non siano sostenute da una sorgente.

## RLC in serie e in parallelo
Nelle figure a destra sono raffigurati i circuiti RLC in serie e parallelo.

### RLC in serie

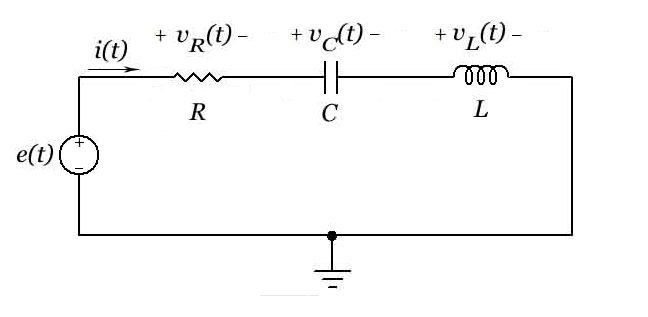
Circuito RLC in serie con generatore costante.

Si consideri il circuito RLC in serie in figura, applicando la legge di Kirchhoff delle tensioni si ottiene:
{\displaystyle v_{R}(t)+v_{L}(t)+v_{C}(t)=e(t)}
e, sostituendo le relazioni costitutive degli elementi:
{\displaystyle Ri(t)+L\cdot {\frac {di(t)}{dt}}+{\frac {1}{C}}\int _{0}^{t}i(t)\,dt=e(t).}
Tendendo presente che come generatore di tensione costante {\displaystyle e(t)=e_{0}}, derivando una volta rispetto a {\displaystyle t} e dividendo per l'induttanza {\displaystyle L}, si può riscrivere l'equazione in forma differenziale:
{\displaystyle {\frac {R}{L}}\cdot {\frac {di(t)}{dt}}+{\frac {d^{2}i(t)}{dt^{2}}}+{\frac {1}{LC}}\cdot i(t)=0.}
Dunque la presenza di un generatore costante non influisce sulle equazioni: la soluzione dell'equazione differenziale è la stessa di quella senza generatore, come se fosse in evoluzione libera. Si definiscono poi due parametri:
{\displaystyle \alpha ={\frac {R}{2L}}}
detta costante di smorzamento e:
{\displaystyle \omega _{0}={\frac {1}{\sqrt {LC}}}}
detta pulsazione di risonanza.

### RLC in parallelo

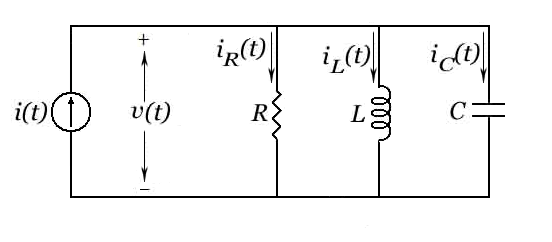
Circuito RLC in parallelo con generatore costante.

Considerato il circuito RLC in parallelo in figura, con generatore di corrente costante, applicando la legge di Kirchhoff delle correnti si ottiene:
{\displaystyle i_{R}(t)+i_{C}(t)+i_{L}(t)=i(t)}
Sostituendo le relazioni costitutive degli elementi:
{\displaystyle {\frac {v(t)}{R}}+C\cdot {\frac {dv(t)}{dt}}+{\frac {1}{L}}\int _{0}^{t}v(t)\,dt=i(t)}
Derivando una volta rispetto a {\displaystyle t} e dividendo per la capacità {\displaystyle C}, si può riscrivere l'equazione in forma differenziale:
{\displaystyle {\frac {1}{RC}}\cdot {\frac {dv(t)}{dt}}+{\frac {d^{2}v(t)}{dt^{2}}}+{\frac {1}{LC}}\cdot v(t)=0}
La presenza di un generatore costante di corrente non influisce sulle equazioni: la soluzione dell'equazione differenziale è la stessa di quella senza il generatore stesso, come se fosse in evoluzione libera. Si definiscono i due parametri:
{\displaystyle \alpha ={\frac {1}{2RC}}}
detta costante di smorzamento (da notare che è diversa da quella del circuito in serie) e:
{\displaystyle \omega _{0}={\frac {1}{\sqrt {LC}}}}
detta pulsazione di risonanza che coincide con quella ottenuta per l'RLC in serie.

### Soluzione dell'equazione
Entrambe le equazioni che governano il circuito RLC in serie e parallelo sono della forma:
{\displaystyle {\frac {d^{2}x(t)}{dt^{2}}}+2\alpha \cdot {\frac {dx(t)}{dt}}+\omega _{0}^{2}\cdot x(t)=0}
dove {\displaystyle \alpha } è diverso dal circuito in serie a quello in parallelo, mentre la {\displaystyle \omega _{0}} è uguale per entrambi i circuiti. I due circuiti sono duali. Sostituendo alla precedente espressione la sua equazione caratteristica, si ottiene un'equazione nella variabile s:
{\displaystyle s^{2}+2\alpha s+\omega _{0}^{2}=0}
Le radici di questa equazione sono dette frequenze naturali:
{\displaystyle s_{1}=-\alpha +{\sqrt {\alpha ^{2}-\omega _{0}^{2}}}}
{\displaystyle s_{2}=-\alpha -{\sqrt {\alpha ^{2}-\omega _{0}^{2}}}}
e la soluzione dell'equazione differenziale è della forma di combinazioni di esponenziali reali o complessi a seconda dei casi:

#### Smorzamento forte
In tal caso, il circuito si dice sovrasmorzato (smorzato fortemente), essendo {\displaystyle \alpha >\omega _{0}} (la costante di smorzamento maggiore della pulsazione di risonanza) e le due radici sono reali e distinte, la soluzione prende la forma:
{\displaystyle x(t)=A_{1}\cdot e^{s_{1}t}+A_{2}\cdot e^{s_{2}t}}
dove {\displaystyle A_{1},\,A_{2}} sono due costanti che devono essere risolte imponendo le condizioni iniziali. La soluzione è una combinazione di due esponenziali reali con costanti di tempo {\displaystyle \tau _{1}=-1/s_{1}} e {\displaystyle \tau _{2}=-1/s_{2}}. Dal grafico della soluzione si vede che la risposta {\displaystyle x(t)} non oscilla poiché predomina il termine esponenziale e quindi la risposta si annulla velocemente. Al crescere di {\displaystyle \alpha } la risposta è dominata dal primo esponenziale. Imponendo le condizioni iniziali:
{\displaystyle x(0)=A_{1}+A_{2}}
{\displaystyle {\frac {\mathrm {d} x(0)}{\mathrm {d} t}}=A_{1}s_{1}+A_{2}s_{2}}
le costanti {\displaystyle A_{1},\,A_{2}} si ottengono risolvendo questo sistema:
{\displaystyle A_{1}={\frac {A_{1}s_{1}+A_{2}s_{2}-(A_{1}+A_{2})s_{2}}{s_{1}-s_{2}}}\,\,\,\,A_{2}={\frac {A_{1}s_{1}+A_{2}s_{2}-(A_{1}+A_{2})s_{1}}{s_{2}-s_{1}}}}

#### Smorzamento critico
In tal caso, il circuito si dice con smorzamento critico, essendo {\displaystyle \alpha =\omega _{0}} (la costante di smorzamento uguale alla pulsazione di risonanza), e le due radici sono reali e coincidenti {\displaystyle s_{1}=s_{2}=-\alpha =-\omega _{0}}, la soluzione prende la forma:
{\displaystyle x(t)=(A_{1}\cdot t+A_{2})\cdot e^{-\alpha t}}
dove {\displaystyle A_{1},\,A_{2}} devono determinarsi imponendo le condizioni iniziali. La soluzione ha un esponenziale reale e il grafico della risposta presenta un massimo per {\displaystyle t=1/\alpha -A_{2}/A_{1}} dopo il quale tende a zero. Imponendo le condizioni iniziali:
{\displaystyle x(0)=A_{2}}
{\displaystyle {\frac {\mathrm {d} x(0)}{\mathrm {d} t}}=A_{1}-\alpha A_{2}}
le costanti {\displaystyle A_{1},\,A_{2}} si ottengono risolvendo questo sistema:
{\displaystyle A_{2}=x(0)\,\,\,\,A_{1}={\frac {\mathrm {d} x(0)}{\mathrm {d} t}}+\alpha A_{2}}

#### Smorzamento debole
In tal caso, il circuito si dice sottosmorzato (smorzato debolmente), essendo {\displaystyle \alpha <\omega _{0}} (la costante di smorzamento minore della pulsazione di risonanza), e le radici sono complesse e coniugate:
{\displaystyle s_{1}=-\alpha +j{\sqrt {\omega _{0}^{2}-\alpha ^{2}}}\,\,\,s_{2}=-\alpha -j{\sqrt {\omega _{0}^{2}-\alpha ^{2}}}}
con {\displaystyle j} unità immaginaria {\displaystyle (j^{2}=-1)}. Definendo:
{\displaystyle \beta ={\sqrt {\omega _{0}^{2}-\alpha ^{2}}}}
la soluzione prende la forma:
{\displaystyle x(t)=\left[A_{1}\cos \beta t+A_{2}\sin \beta t\right]e^{-\alpha t}}
dove {\displaystyle A_{1},\,A_{2}} devono essere determinate imponendo le condizioni iniziali. Scegliendo:
{\displaystyle A={\sqrt {A_{1}^{2}+A_{2}^{2}}}\,\,\,\phi =-\arctan {\frac {A_{2}}{A_{1}}}}
{\displaystyle A_{1}=A\cos \phi \,\,\,\,A_{2}=-A\sin \phi }
la soluzione può essere posta nella forma:
{\displaystyle x(t)=Ae^{-\alpha t}\cos \ (\beta t+\phi )}
La soluzione è una combinazione di due esponenziali reali uguali e l'oscillazione della risposta è modulata dal valore di questi esponenziali {\displaystyle \pm Ae^{-\alpha t}} con costanti di tempo uguali {\displaystyle \tau =1/\alpha }. Imponendo le condizioni iniziali:
{\displaystyle x(0)=A_{1}}
{\displaystyle {\frac {\mathrm {d} x(0)}{\mathrm {d} t}}=-\alpha A_{1}+A_{2}\beta }
le costanti {\displaystyle A_{1},\,A_{2}} si ottengono risolvendo questo sistema:
{\displaystyle A_{1}=x(0)\,\,\,\,A_{2}={\frac {{\frac {\mathrm {d} x(0)}{\mathrm {d} t}}+\alpha A_{1}}{\beta }}}

#### Smorzamento nullo
In tal caso il circuito è  senza smorzamento essendo {\displaystyle \alpha =0} (la costante di smorzamento nulla), le radici sono immaginari puri: {\displaystyle s_{1}=s_{2}=\pm i\omega _{0}} e la soluzione prende la forma:
{\displaystyle x(t)=A_{1}\cos \omega _{0}t+A_{2}\sin \omega _{0}t=A\cos(\omega _{0}t+\phi )}
dove {\displaystyle A_{1},\,A_{2}} oppure {\displaystyle A} devono essere determinati imponendo le condizioni iniziali. Nel circuito in serie {\displaystyle \alpha =0} significa {\displaystyle R=0} e in quello parallelo {\displaystyle R=\infty }, in entrambi i casi la soluzione è una sinusoide che non si smorza mai. Anche in questo caso le costanti sono:
{\displaystyle A_{1}=x(0)\,\,\,\,A_{2}={\frac {\mathrm {d} x(0)}{\mathrm {d} t}}}

### Considerazioni

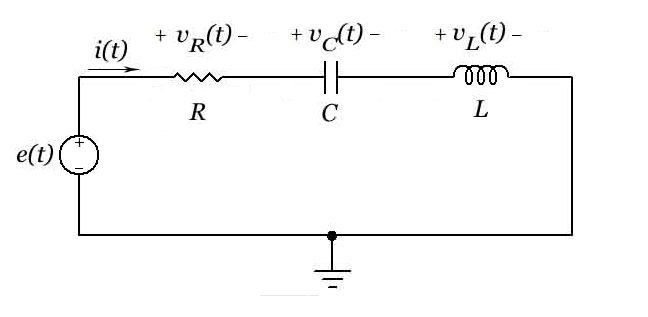
Circuito RLC in serie con generatore costante

Per quanto riguarda le soluzioni del circuito RLC in serie la soluzione permette di trovare a seconda dei casi il valore di {\displaystyle i(t)}. Una volta trovato tale valore, possiamo ricavare le altre grandezze:
{\displaystyle v_{R}(t)=R\cdot i(t)}
{\displaystyle v_{L}(t)=L\cdot {\frac {\mathrm {d} i(t)}{\mathrm {d} t}}}
{\displaystyle v_{C}(t)=e-v_{R}(t)-v_{L}(t)}
con {\displaystyle e=v_{R}(t)+v_{L}(t)+v_{C}(t)} costante. Da notare che in questo caso per {\displaystyle t\to \infty } risulta {\displaystyle v_{R}(t)\to 0}, {\displaystyle v_{L}(t)\to 0} e {\displaystyle v_{C}(t)=e} cioè l'induttore si comporta come un corto circuito e il condensatore come un circuito aperto {\displaystyle v_{C}=e}.

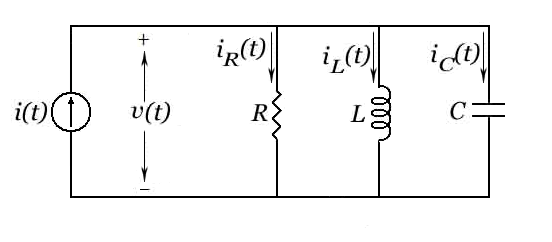
Circuito RLC in parallelo con generatore costante

Nel caso del circuito RLC in parallelo, la soluzione permette di ricavare a seconda dei casi la {\displaystyle v(t)}. Una volta trovato tale valore, possiamo ricavare le altre grandezze:
{\displaystyle i_{R}(t)={\frac {1}{R}}v(t)}
{\displaystyle i_{C}(t)=C{\frac {\mathrm {d} v(t)}{\mathrm {d} t}}}
{\displaystyle i_{L}(t)=i(t)-i_{R}(t)-i_{C}(t)}

## RLC in regime sinusoidale
Il circuito RLC in serie e in parallelo risulta semplificato se si studia in regime sinusoidale, per il quale si utilizza il metodo simbolico.

### RLC serie in regime sinusoidale
Prendiamo come riferimento la figura dell'RLC in serie e, come vuole il metodo simbolico, sostituiamo agli elementi le loro rispettive relazioni fasoriali:
{\displaystyle {\bar {Z}}_{R}(j\omega )=R}
{\displaystyle {\bar {Z}}_{L}(j\omega )=j\omega L}
{\displaystyle {\bar {Z}}_{C}(j\omega )={\frac {1}{j\omega C}}}
con {\displaystyle j} sempre unità immaginaria. Possiamo dunque calcolare l'impedenza del circuito:
{\displaystyle {\bar {Z}}(j\omega )=R+j\omega L+{\frac {1}{j\omega C}}=R+j\left(\omega L-{\frac {1}{\omega C}}\right)}
in questa forma abbiamo una resistenza {\displaystyle R} ed una reattanza {\displaystyle X=\omega L-{\frac {1}{\omega C}}}. Vediamo allora che la reattanza si annulla per:
{\displaystyle \omega L-{\frac {1}{\omega C}}=0\,\,\Rightarrow \,\,\omega _{0}={\frac {1}{\sqrt {LC}}}}
per la pulsazione {\displaystyle \omega _{0}} detta pulsazione di risonanza. L'ammettenza per questa pulsazione
{\displaystyle {\bar {Y}}(j\omega _{0})={\frac {1}{R}}}
ha modulo che presenta un picco e ha quindi modulo massimo: si ha perciò il fenomeno della risonanza.

### RLC parallelo in regime sinusoidale
Prendiamo come riferimento la figura dell'RLC in parallelo e, come vuole il metodo simbolico, sostituiamo agli elementi le loro rispettive relazioni, tenendo conto del generatore {\displaystyle i(t)\Rightarrow {\bar {I}}_{s}}:
{\displaystyle {\bar {Z}}_{R}(j\omega )=R}
{\displaystyle {\bar {Z}}_{L}(j\omega )=j\omega L}
{\displaystyle {\bar {Z}}_{C}(j\omega )={\frac {1}{j\omega C}}}
È conveniente in questo caso calcolare l'ammettenza:
{\displaystyle {\bar {Y}}(j\omega )={\frac {1}{R}}+{\frac {1}{j\omega L}}+j\omega C={\frac {1}{R}}+j\left(\omega C-{\frac {1}{\omega L}}\right)}
in questa forma abbiamo una conduttanza {\displaystyle G={\frac {1}{R}}} ed una suscettanza {\displaystyle B=\omega C-{\frac {1}{\omega L}}}. Vediamo allora che la suscettanza si annulla per:
{\displaystyle \omega C-{\frac {1}{\omega L}}=0\,\,\Rightarrow \,\,\omega _{0}={\frac {1}{\sqrt {LC}}}}
per la frequenza {\displaystyle \omega _{0}} detta frequenza di risonanza. L'impedenza per questa frequenza
{\displaystyle {\bar {Z}}(j\omega _{0})=R}
ha modulo che presenta un picco e ha quindi modulo massimo: si ha perciò il fenomeno della risonanza.

### Esempio di analisi di un circuito RLC come sistema dinamico lineare stazionario tramite la trasformata di Laplace

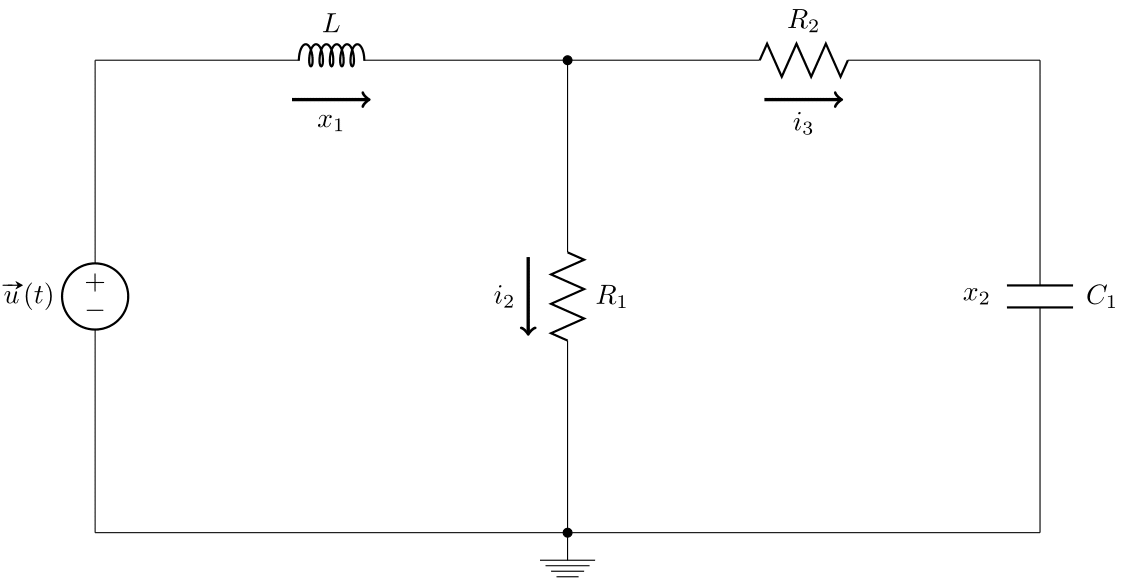

Nel caso del circuito RLC mostrato in figura il vettore di stato {\displaystyle {\vec {x}}(t)} è costituito dalla corrente {\displaystyle x_{1}} che passa attraverso l'induttore di induttanza {\displaystyle L} e dalla tensione {\displaystyle x_{2}} ai capi del condensatore di capacità {\displaystyle C_{1}}, dove l'ingresso {\displaystyle {\vec {u}}(t)} è la tensione del generatore mentre il vettore delle uscite {\displaystyle {\vec {y}}(t)} è dato, ad esempio, dalle correnti che passano attraverso il resistore di resistenza {\displaystyle R_{1}} e resistore di resistenza {\displaystyle R_{2}}. Applicando le equazioni costitutive dei bipoli nonché le equazioni topologiche o leggi di Kirchhoff si ha:

{\displaystyle {\begin{aligned}{\vec {u}}(t)&=L{\frac {\mathrm {d} (x_{1}(t))}{\mathrm {d} t}}+R_{1}i_{2}(t)\\R_{1}i_{2}(t)&=R_{2}C_{1}{\frac {\mathrm {d} (x_{2}(t))}{\mathrm {d} t}}+x_{2}(t)\\i_{2}(t)&=x_{1}(t)-C_{1}{\frac {\mathrm {d} (x_{2}(t))}{\mathrm {d} t}}\end{aligned}}}
Pertanto, sostituendo l'ultima relazione nelle precedenti e ponendo
{\displaystyle {\vec {x}}(t)={\begin{pmatrix}x_{1}(t)\\x_{2}(t)\end{pmatrix}}}
Definendo {\displaystyle \mathbf {A} }, {\displaystyle \mathbf {B} }, {\displaystyle \mathbf {C} } e {\displaystyle \mathbf {D} } come matrici di dimensioni opportune che premoltiplicano lo stato {\displaystyle {\vec {x}}(t)} e gli ingressi {\displaystyle {\vec {u}}(t)}, avremo:
{\displaystyle {\frac {\mathrm {d} {\vec {x}}(t)}{\mathrm {d} t}}=\mathbf {A} {\vec {x}}(t)+\mathbf {B} {\vec {u}}(t)\qquad {\vec {y}}(t)=\mathbf {C} {\vec {x}}(t)+\mathbf {D} {\vec {u}}(t)}
Nel nostro caso, si ha che:
{\displaystyle \mathbf {A} ={\begin{pmatrix}{\frac {{-R}_{1}R_{2}}{L(R_{1}+R_{2})}}&{\frac {{-R}_{1}}{L(R_{1}+R_{2})}}\\{\frac {R_{1}}{C_{1}(R_{1}+R_{2})}}&{\frac {-1}{C_{1}(R_{1}+R_{2})}}\end{pmatrix}}}
{\displaystyle {\vec {B}}={\begin{pmatrix}{\frac {1}{L}}\\0\end{pmatrix}}}
{\displaystyle \mathbf {C} ={\begin{pmatrix}{\frac {R_{2}}{(R_{1}+R_{2})}}&{\frac {1}{(R_{1}+R_{2})}}\\{\frac {R_{1}}{(R_{1}+R_{2})}}&{\frac {-1}{(R_{1}+R_{2})}}\end{pmatrix}}}
{\displaystyle {\vec {D}}={\begin{pmatrix}0\\0\end{pmatrix}}}
Si supponga per esempio di voler determinare l'andamento della seconda variabile di stato a partire da un dato istante {\displaystyle t_{0}}, ipotizzando che il valore iniziale della stessa fosse nullo e l'andamento dell'ingresso coincida con un impulso di Dirac centrato in {\displaystyle t_{0}}. Nel dominio di Laplace l'ingresso ha dunque valore identicamente unitario, quindi avremo:
{\displaystyle {\begin{aligned}{\vec {X}}(s)&=(s\mathbf {I} -\mathbf {A} )^{-1}{\vec {B}}\,U(s)\\&=(s\mathbf {I} -\mathbf {A} )^{-1}{\vec {B}}\\&={\frac {1}{LC_{1}(R_{1}+R_{2})s^{2}+(R_{1}R_{2}C_{1}+L)s+{1}}}{\begin{pmatrix}sC_{1}R_{1}L+sC_{1}R_{2}L+L&-C_{1}R_{1}\\LR_{1}&LsC_{1}R_{1}+C_{1}R_{2}R_{1}+LsC_{1}R_{2}\end{pmatrix}}{\begin{pmatrix}{\frac {1}{L}}\\0\end{pmatrix}}\end{aligned}}}
Pertanto:
{\displaystyle X_{2}(s)={\frac {R_{1}}{(LC_{1}(R_{1}+R_{2})s^{2})+((R_{1}R_{2}C_{1}+L)s+{1})}}}
Antitrasformando per passare al dominio del tempo:
{\displaystyle x_{2}(t)=R_{1}{\frac {e^{-s_{1}t}-e^{-s_{2}t}}{s_{2}-s_{1}}},\,t>t_{0}}
Dove:
{\displaystyle s_{1}={\frac {{\sqrt {C_{1}^{2}R_{1}^{2}R_{2}^{2}-2C_{1}LR_{1}R_{2}-4C_{1}LR_{1}^{2}+L^{2}}}+C_{1}R_{1}R_{2}+L}{2C_{1}LR_{2}+2C_{1}LR_{1}}}}
{\displaystyle s_{2}=-{\frac {{\sqrt {C_{1}^{2}R_{1}^{2}R_{2}-2C_{1}LR_{1}R_{2}-4C_{1}LR_{1}^{2}+L^{2}}}-C_{1}R_{1}R_{2}-L}{2C_{1}LR_{2}+2C_{1}LR_{1}}}}

### Oscillatore ideale
Supponiamo {\displaystyle R=0}: questo significa trascurare le perdite energetiche nel circuito, cioè immaginare che la quantità di energia fornita inizialmente al circuito non si disperda col passare del tempo. Questo ci porta a scrivere, passando al dominio di Laplace:
{\displaystyle H(s)={\frac {sC}{s^{2}LC+1}}}.
Si nota facilmente che la funzione di trasferimento ha una coppia di poli complessi coniugati (il polo di una funzione complessa è il punto in cui il suo denominatore si annulla), che valgono
{\displaystyle p_{1}=j{\frac {1}{\sqrt {LC}}},\ p_{2}=-j{\frac {1}{\sqrt {LC}}}}
Tale punto rappresenta la pulsazione di risonanza dell'oscillatore. Ciò significa che a quella pulsazione e alla relativa frequenza {\displaystyle f={\frac {\operatorname {Im} \{p\}}{2\pi }}} il circuito è in grado di auto-alimentarsi: se il generatore viene spento, l'energia accumulata nel condensatore e nell'induttore continua a circolare nel circuito, generando un'oscillazione quasi perfettamente sinusoidale caratterizzata dalla frequenza {\displaystyle f}.